# 內直肌
內直肌（Medial rectus muscle）是眼窩裡的肌肉，就大多數眼窩的肌肉而言，它也是受動眼神經(第三對腦神經)的下分支所支配。內直肌和其他幾塊眼直肌有著相同的起源位置----總腱環。內直肌是眼外肌當中外形最大的肌肉，唯一功能為眼球內收，促使瞳孔漸漸靠近眼球的內側處。內直肌的內收情形是檢查一般人是否得到斜視的一種臨床測試。

## 圖片

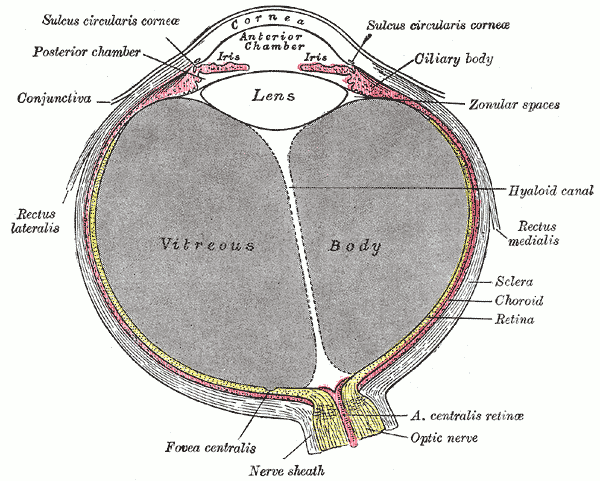
眼球的水平剖面圖
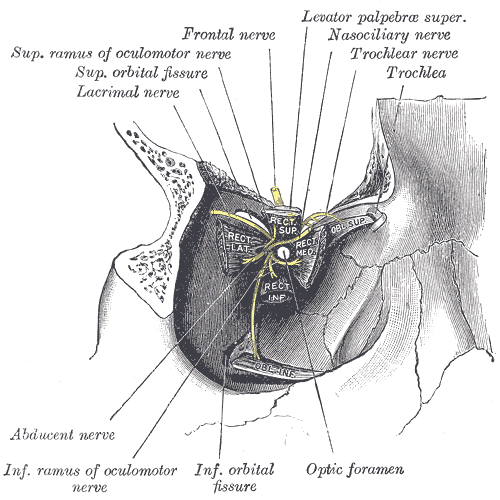
顯示於右眼外肌起源處的解剖圖(神經於眶上裂旁邊處進入)
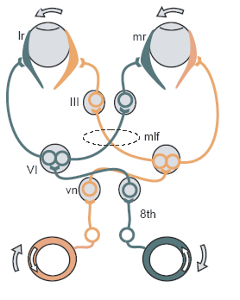
前庭視反射
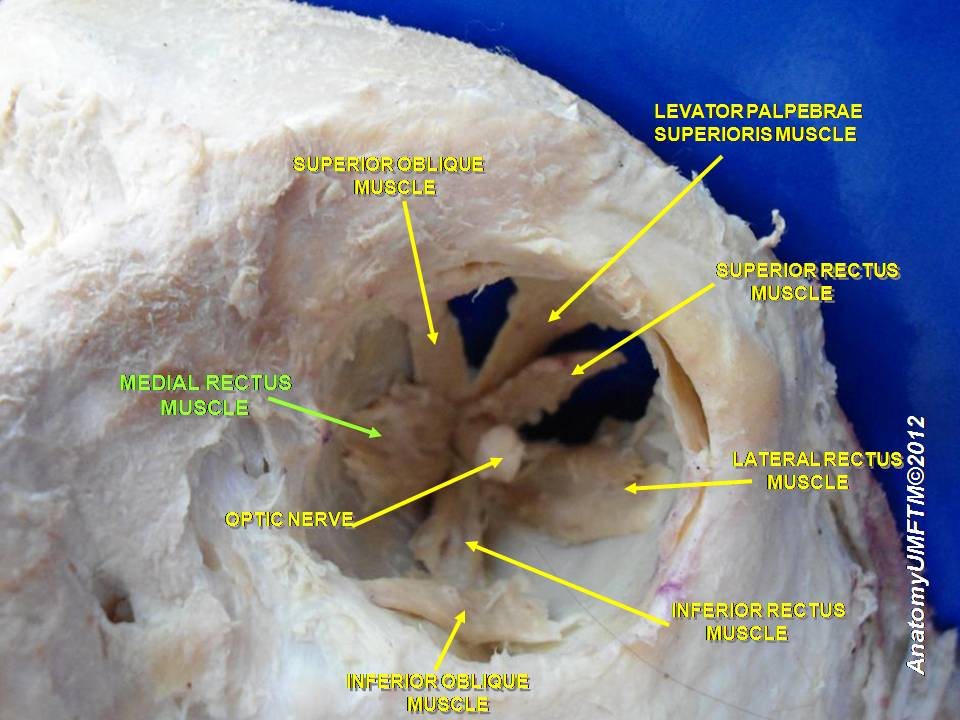
內直肌
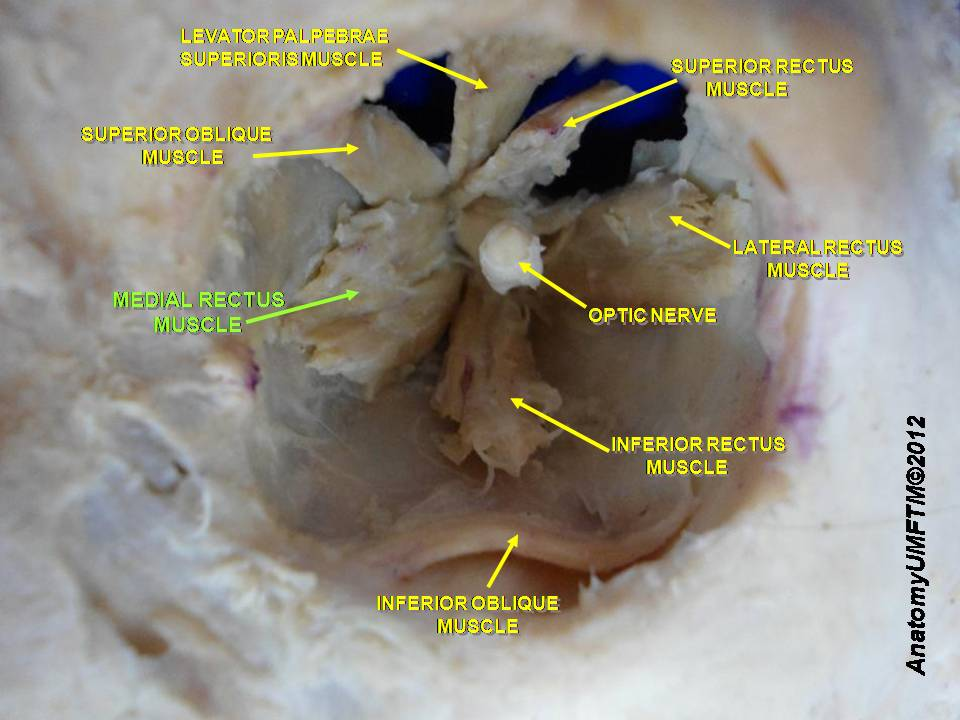
內直肌
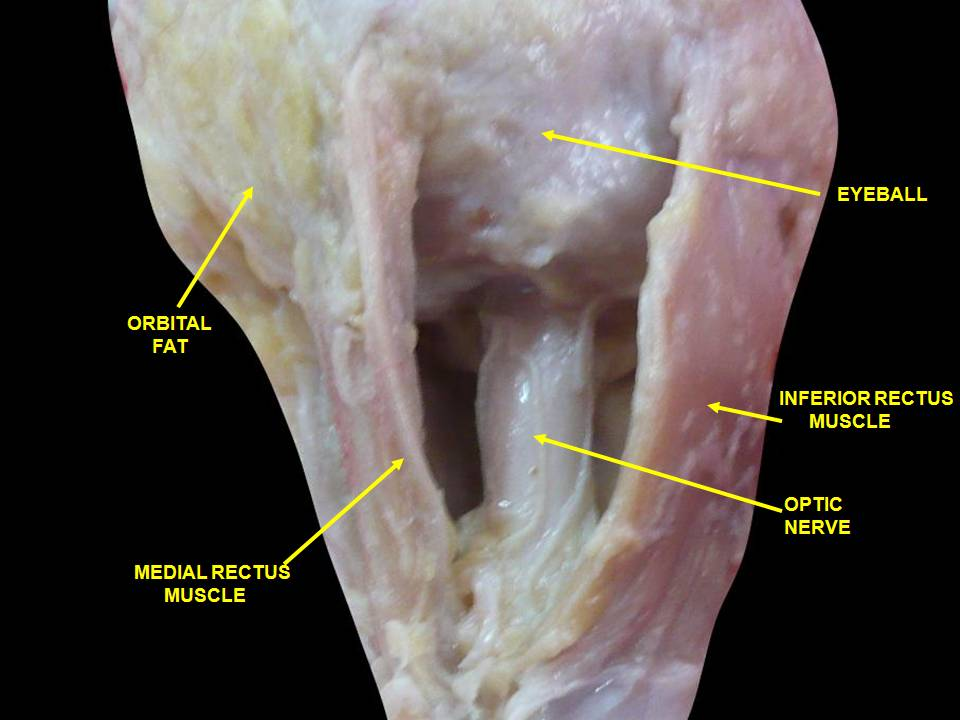
眼外肌。眼窩的神經(深層解剖圖)
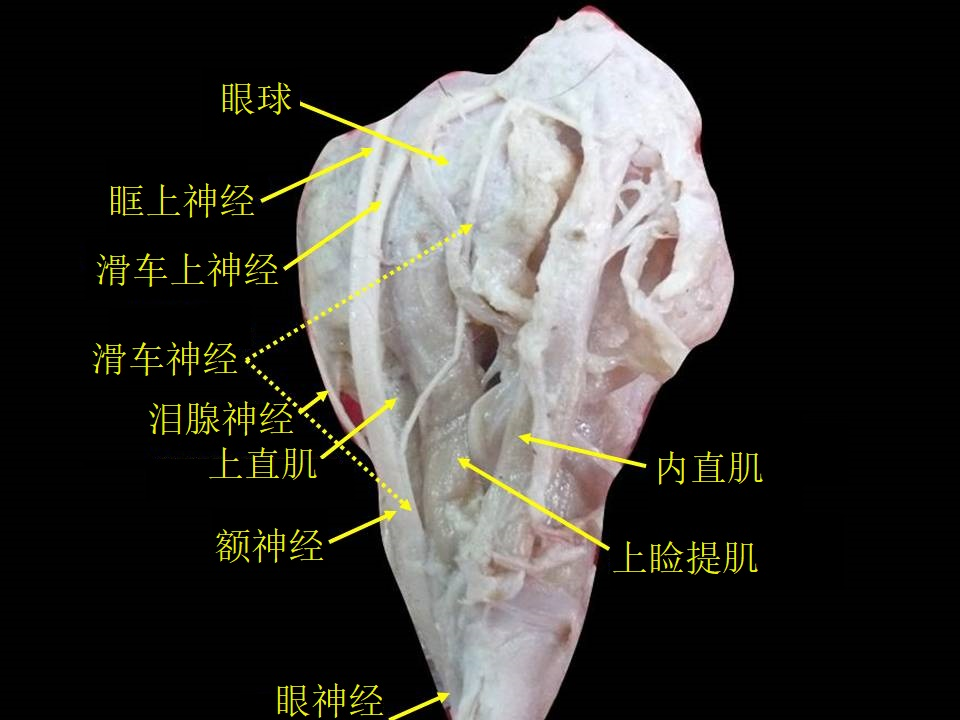
眼外肌。眼窩的神經(深層解剖圖)
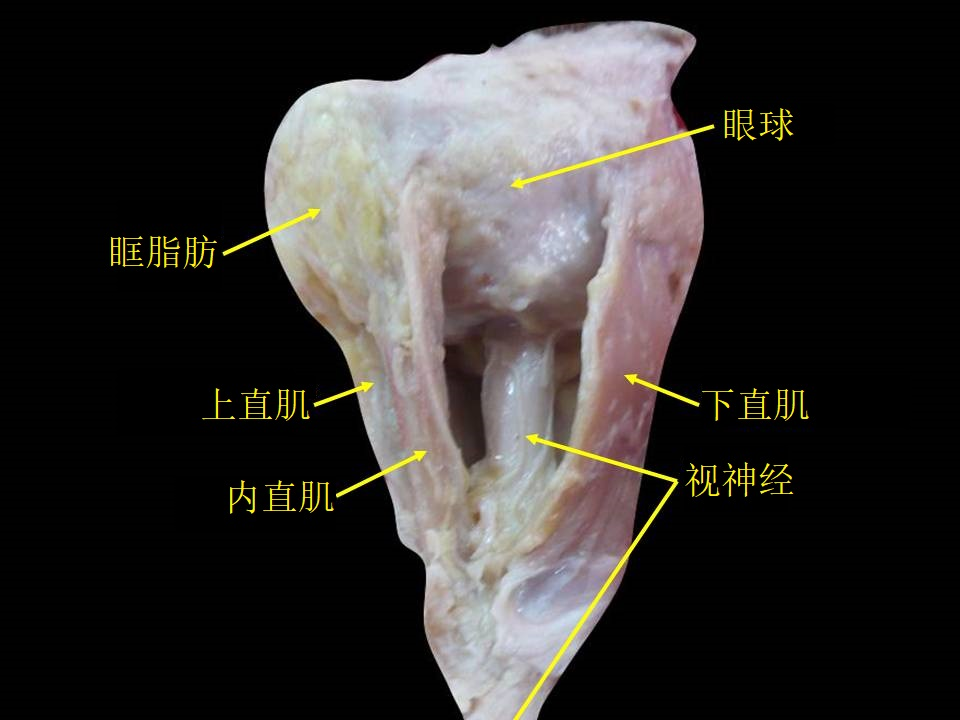
眼外肌。眼窩的神經(深層解剖圖)
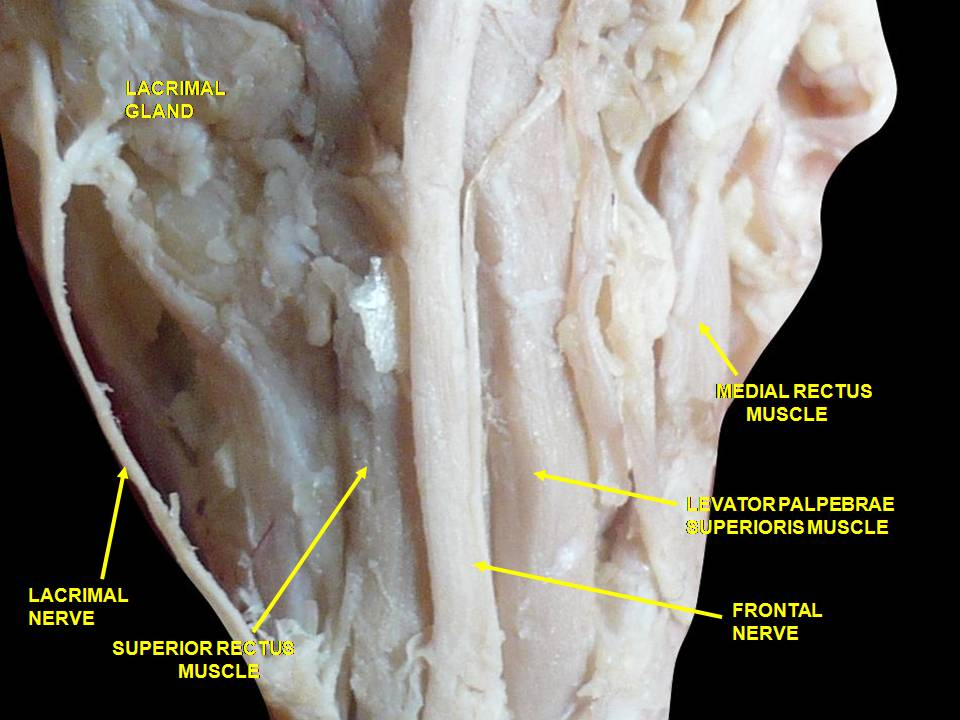
眼外肌。眼窩的神經(深層解剖圖)
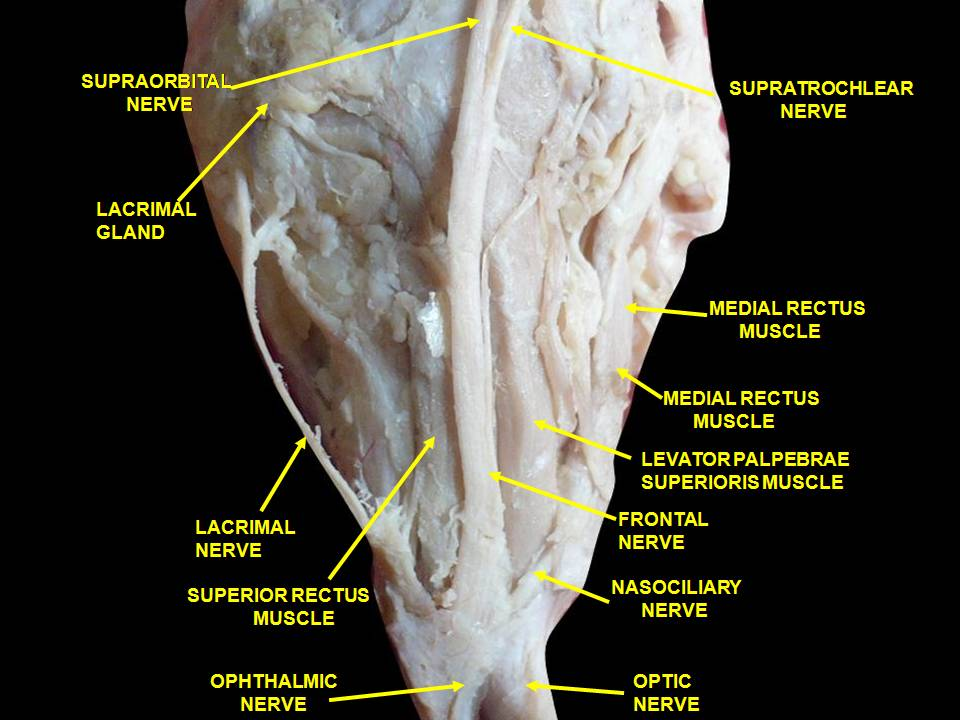
眼外肌。眼窩的神經(深層解剖圖)
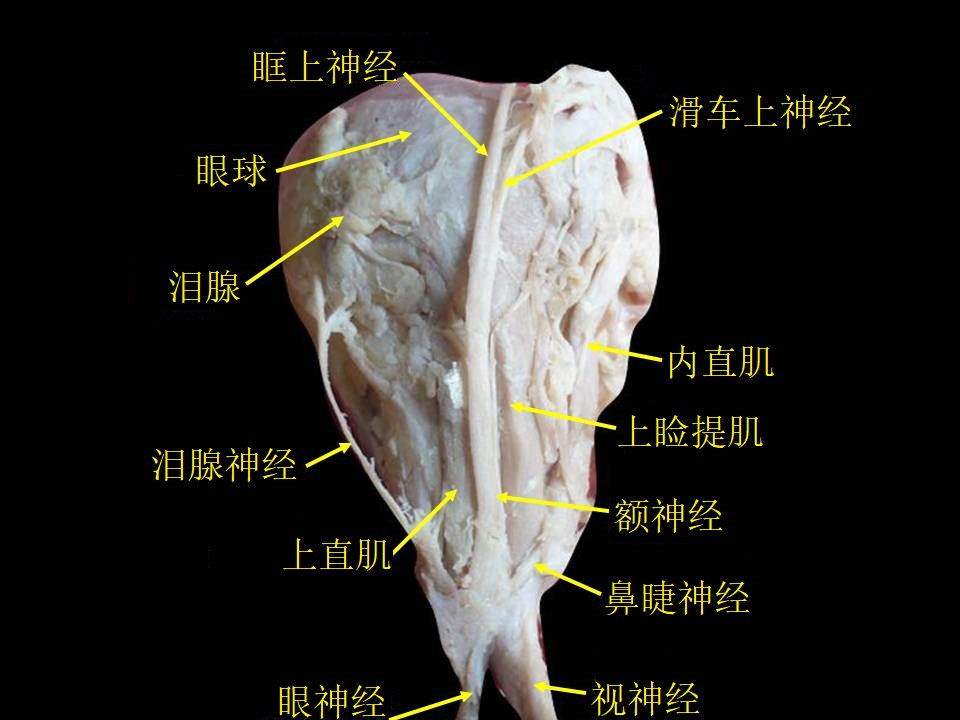
眼外肌。眼窩的神經(深層解剖圖)

## 外部連結
- -1476001712 於 GPnotebook
- Anatomy figure: 29:01-06 at Human Anatomy Online, SUNY Downstate Medical Center
- （英文）lesson3 在韦斯利诺曼的解剖课上（乔治城大学） (orbit4)
- Diagram at howstuffworks.com